# Edwardsiella
Edwardsiella ist eine Gattung gramnegativer, peritrich begeißelter, kurzer Stäbchenbakterien. Sie zählen zur Familie der Enterobacteriaceae. Derzeit (2020) sind sechs Edwardsiella-Arten beschrieben. Sie zeigen große Ähnlichkeit zu Escherichia coli. Organismen der Gattung Edwardsiella kommen in Süßwasser vor und auf kaltblütigen Tieren wie Fischen, Reptilien und Amphibien. Gelegentlich wurden sie bei Vögeln und Säugetieren gefunden. Edwardsiella spp. zeigen eine positive Lysin- und Onithin-Decarboxylase Aktivität. Sie reagieren negativ auf den Voges-Proskauer Test. Sie können Citronensäure nicht als einzige Kohlenstoffquelle nutzen. Viele klinische Isolate von E. tarda bilden Schwefelwasserstoff auf Salmonella-Shigella Agar. Nur E. tarda wird in Zusammenhang mit humanen Krankheiten gebracht.
Eine Darminfektion durch E. tarda äußert sich gewöhnlich als akute sekretorische Enteritis, ausgelöst durch den Verzehr von rohem Fisch oder Schlangenfleisch. E. tardia kann auch schwere Wundinfektionen bis hin zur Sepsis auslösen. Edwardsiella piscicida ist die ätiologische Ursache für die Edwardsiellose in Fischen und ein bedeutendes Problem in der Aquacultur.

## Arten
- E. hoshinae Grimont et al. 1981
- E. ictaluri Hawke et al. 1981
- E. tarda Ewing & McWhorter 1965
- E. piscicida Abayneh et al. 2013
- E. anguillarum Shao et al. 2015